# Guillermo Cases
Guillermo Cases   (València, 27 de juny de 1899 - Madrid, 8 de juny de 1961) va ser un compositor de cinema espanyol.
Nascut el 27 de juny 1899, Va ser l'autor de 31 obres i participà en 40 obres, va ser compositor de la pel·lícula ¿Dónde vas, triste de ti? (On vas, trist de tu?) sobre el Rei Alfons XII.Hi participa en una peça en el disc recopilatori L'escola pianística catalana i valenciana : enregistraments històrics, editat el 2004. Va seguir amb la seva carrera fins a la seva mort, el 8 de juny de 1961 als 61 anys, pocs dies abans de complir 62 anys.